# Жорж Канґієм
Жорж Канґіє́м, Канґіле́м (фр. Georges Canguilhem; фр.: [kɑ̃ɡijɛm, kɑ̃ɡilɛm]; нар. 4 червня 1904, Кастельнодарі — 11 вересня1995) — французький лікар, філософ, гносеолог і викладач Колеж де Франс.

## Біографія
1924 року Жорж Канґієм був прийнятий до Вищої нормальної школи. Того ж року туди поступили також Жан-Поль Сартр, Реймон Арон і Поль Нізан. Він пройшов агрегацію в 1927 році, а потім викладав у середніх школах у різних містах Франції. Під час викладання в Тулузі Канґієм почав вивчати медицину. 1941 року він отримав посаду в Страсбурзькому університеті, де 1943 року здобув ступінь доктора медицини.
Канґієм брав активну участь у русі Опору під псевдонімом «Лафон». Працював лікарем в Оверні. У червні 1944 року на південь від Клермон-Феррана на Мон-Муше він брав участь в одній з найбільших битв між силами руху опору та німецькими військами.
У 1948 році він став деканом філософського факультету в Страсбурзі. Через сім років він став професором Сорбонни і змінив Гастона Башляра на посаді директора Інституту історії науки. Він обіймав цю посаду до виходу на пенсію в 1971 році, але й далі продовжував займатися дослідженнями.
Канґієм був генеральним інспектором з уроків філософії та головою екзаменаційної комісії з питань агрегації, таким чином він мав великий і безпосередній вплив на організацію уроків філософії у Франції і був відомий не одному поколінню академічних філософів як суворий екзаменатор. Він мав значний вплив на таких філософів, як Жиль Дельоз, Мішель Серр, Жак Дерріда, Мішель Фуко, Луї Альтюссер та Жильбер Сімондон.
Починаючи з 1990-х років, Канґієм також все частіше розглядався як незалежний теоретик. На основі робіт нейрофізіологів Курта Гольдштейна та Віктора фон Вайцзекера він формулює філософію, засновану на науках про життя та на медицині, яка підходить до знань та науки з точки зору життя та живого. Разом з Гастоном Башляром він є засновником методології історії науки, яка у вигляді історичної епістемології чи гносеологічної історії досліджує внутрішню логіку історичних структур пізнання у зв'язку з актуальністю відповідного знання в сьогоденні. Однією з методологічно значущих відмінностей є відмінність між об'єктом історії науки та об'єктом самої науки. Історія науки сама по собі не є наукою. Її об'єктом є знання у його суспільному, релігійному, політичному та моральному значенні, знання як феномен культури, а не лише як логічно послідовна структура речень. Проект філософії Канґієма полягає в тому, щоб зробити історію та історичність людського знання зрозумілими з погляду життя, а не з погляду науки. Його філософія робить акцент на протиріччі, а не на ідентичності, на помилках, а не на позачасових істинах. Йти за цими слідами означає залишити лінійний шлях історії, повернути знання до його життєвих сил і відновити норми до їхнього унікального різноманіття. За допомогою такої філософської програми, наріжний камінь якої був закладений у написанні про нормальне та патологічне ще в 1943 році, Канґієм створив стандарт історичної критики наукової об'єктивності, на який спирається французька повоєнна філософія.
1983 року Канґієм був нагороджений медаллю Джорджа Сартона, однією з найпрестижніших премій за досягнення в розвитку історії науки від Товариства історії науки (HSS), заснованого Джорджем Сартоном та Лоуренсом Джозефом Гендерсоном.
Помер 11 квітня 1995 року.

## Праці

### Есеї
- Avec Camille Planet, Traité de logique et de morale, Robert & fils impr., Marseille, 1939.
- Essai sur quelques problèmes concernant le normal et le pathologique (1943), réédité sous le titre Le Normal et le Pathologique, augmenté de Nouvelles Réflexions concernant le normal et le pathologique (1966), 9e rééd. PUF/Quadrige, Paris, 2005 ISBN 2130549586.
- La Connaissance de la vie (1952), réédition revue et augmentée Vrin, Paris, 1965 et 1992 ISBN 2711611329.
- La Formation du concept de réflexe aux XVII—XVIII s., PUF, Paris, 1955, rééd. : Éd. Vrin, Coll. " Histoire des sciences ", ISBN 2711601099.
- Avec Georges Lapassade, Jean Piquerol, Jacques Ulmann, Du développement à l’évolution au XIX s. (1962), Paris, PUF/Quadrige, 2003 ISBN 2130538355.
- Études d'histoire et de philosophie des sciences concernant les vivants et la vie (1968) 7e rééd. Vrin, Paris, 1990 ISBN 2711601080.
- Idéologie et rationalité dans l'histoire des sciences de la vie (1977), Éd. Vrin, coll. poche " Bibliothèque des textes philosophiques ", Paris, 2009, ISBN 2711622045.
- La Santé, concept vulgaire et question philosophique (1988), Sables, Pin-Balma, 1990 ISBN 2907530348.

### Лекції
- " Descartes et la technique ", in Travaux du XIe congrès international de philosophie, t.II, p.77-85, Hermann, Paris, 1937.
- " Activité technique et création ", in Communications et Discussions, 2× 10{{{1}}} série, P., Société toulousaine de philosophie, Toulouse, 1938.
- " Qu'est-ce que la psychologie ? ", in Revue de métaphysique et de morale, 1958.
- " Raymond Aron et la philosophie critique de l'histoire ", №in Enquête, 1989.
- " Max Weber ", 1992 онлайн [Архівовано 30 травня 2013 у Wayback Machine.]
- " Vie et mort de Jean Cavaillès ", Éd. Allia, 1996 ISBN 2911188179.

### Найважливіші статті
- " Une pédagogie de la guérison est-elle possible? ", in Nouvelle Revue de psychanalyse, n°XVII, p.13-26, Paris, juin 1978.
- " Le cerveau et la pensée " (1980), in G. Canguilhem, philosophe, historien des sciences, 1992, p.11 à 33 ISBN 2226062017.
- " Vie " et " Régulation ", articles de l’Encyclopædia Universalis (1974), 2e éd., Paris, 1989.